# Niepoort
I Niepoort sono una rock band danese formatasi nel 1998.

## Storia del gruppo
I Niepoort nascono a Copenaghen nel 1998. Fanno parte del gruppo Gustav Niepoort alla chitarra e alla voce, Peter Binau Hoej al basso e Janus Dyg alla batteria. Il loro sound si caratterizza per essere un rock aperto a diverse contaminazioni, che spaziano dal blues, al folk, alla musica elettronica. Dopo svariati concerti nei piccoli locali della capitale danese e la pubblicazione di alcuni ep, accolti molto favorevolmente dalla critica, i Niepoort riescono a pubblicare nel 2006 il loro primo album, Serpentine, con l'etichetta indipendente Free Movement Records. In quest'album canzoni più energiche (Balance, Bombs), si alternano a ballate rock più intimistiche (The Bloom of a Dying Day, A Careful Facade). Il loro primo e unico concerto in Italia si è tenuto il 7 luglio 2007 a Milano nell'ambito del Ragnarock Nordic festival. In quell'occasione ha suonato con loro il batterista Martin Prins Nitram.

## Formazione
- Gustav Niepoort (voce e chitarra)
- Peter Binau Hoej (basso)
- Janus Dyg (batteria)

## Discografia

### Album
- 2006 - Serpentine

### Ep
- 2005 - Serpentine Prelude
- 2004 - She Comes and Goes
- 2002 - Niepoort